# Baia di Tonowek
La baia di Tonowek (Tonowek Bay)  si trova nell'Arcipelago di Alessandro Arcipelago Alexander) nell'Alaska sud-orientale (Stati Uniti d'America).

## Etimologia
Si tratta probabilmente di un nome indiano. La prima pubblicazione di questo nome è del 1853 sul "Russian Hydrographic Service" (Dept. Chart 1493).

## Geografia
La baia ha uno sviluppo diagonale sud-ovest / nord-est e penetra nella parte centrale del lato occidentale dell'isola Principe di Galles (Prince of Wales Island). La baia verso sud-ovest confina con il canale Bocas de Finas, mentre a sud si collega con il golfo di Esquibel (Gulf of Esquibel). A nord e a est è chiuso rispettivamente dalle isole di Heceta (Heceta Island) e dell'isola Principe di Galles (Prince of Wales Island).

### Isole della baia
Nella baia sono presenti le seguenti principali isole:
- Arcipelago di Harmony (Harmony Islands)[4] 55°42′58″N 133°24′36″W - L'arcipelago, con una elevazione di 78 metri e formato da 5 isola e maggiori e altre minori, si trova al centro-est della baia.
- Arcipelago di Culebra (Culebra Islands)[5] 55°40′01″N 133°26′15″W - L'arcipelago, con una estensione di 2,5 chilometri e formato da una isola maggiore e altre minori, si trova all'entrata sud della baia e la separa dal golfo di Esquibel (Gulf of Esquibel).

### Insenature e altre masse d'acqua
Nella baia sono presenti le seguenti principali insenature:
- Insenatura di Warm Chuck (Warm Chuck Inlet)[6] 55°44′55″N 133°28′53″W - L'insenatura si estende per circa 7 chilometri verso nord-ovest all'interno dell'isola di Heceta (Heceta Island).
- Stretti di Tonowek (Tonowek Narrows)[7] 55°45′56″N 133°19′27″W - Gli stretti collegano a nord la baia di Tonowek con due canali che circumnavigano la parte meridionale dell'isola di Tuxekan (Tuxekan Island): canale di Karheen (Karheen Passage) e il canale di Tuxekan (Tuxekan Passage). Gli stretti separano inoltre l'isola di Heceta (Heceta Island) dall'isola Principe di Galles (Prince of Wales Island).
- Baia di Nossuk (Nossuk Bay)[8] 55°43′19″N 133°20′52″W - La baia di Nossuk è una rientranza lungo la costa dell'isola Principe di Galles (Prince of Wales Island).
- Baia di Salt Lake (Salt Lake Bay)[9] 55°41′08″N 133°21′55″W - La baia si trova lungo la costa dell'isola Principe di Galles (Prince of Wales Island) tra l'arcipelago di Harmony (Harmony Islands) e l'arcipelago di Culebra (Culebra Islands).

### Promontori
Sulla baia sono presenti i seguenti promontori che dividono il golfo di Esquibel (Gulf of Esquibel) dalla baia di Tonowek (entrambi si trovano lungo la costa dell'isola di Heceta):
- Promontorio di Bay (Bay Point)[10] 55°42′20″N 133°29′30″W - L'elevazione del promontorio è di 7 metri.
- Promontorio di Desconocida (Point Desconocida)[11] 55°41′41″N 133°31′49″W - L'elevazione del promontorio è di 81 metri.

### Fiumi immissari nella baia
Nella baia si immettono i seguenti fiumi (entrambi si trovano nell'isola di Heceta):
- Fiume Tonowek (Tonowek Creek)[12] 55°45′07″N 133°22′15″W - Sfocia nella parte nord della baia di Tonowek.
- Fiume Chuck (Chuck Creek)[13] 55°45′32″N 133°28′13″W - Sfocia nell'insenatura di Warm Chuck (Warm Chuck Inlet), è lungo 3,2 chilometri e nasce nel lago Chuck (Chuck Lake).